# Aquí todo empieza
Aquí todo empieza es una serie de televisión francesa producida por Telfrance y Mi2 y creada por Coline Assous, Éric Fuhrer y Othman Mahfoud. Se emite todos los días de lunes a viernes desde el 2 de noviembre de 2020 en Francia por TF1.
En Bélgica, se emite desde el 1 de noviembre de 2020 en La Une. En Reunión, la serie se emite desde el 25 de enero de 2021 en Antenne Réunion, con dos episodios diarios de lunes a viernes. En España, la serie se emite desde el lunes 16 de agosto de 2021 en la plataforma de streaming Mitele Plus.

## Sinopsis
La historia transcurre en el prestigioso instituto gastronómico Auguste Armand, en la Camarga. La trama gira en torno a los estudiantes del instituto, así como a los profesores y el personal, y trata sobre la dura competencia de la escuela, los problemas, las vidas y las relaciones de los demás.

## Reparto y personajes

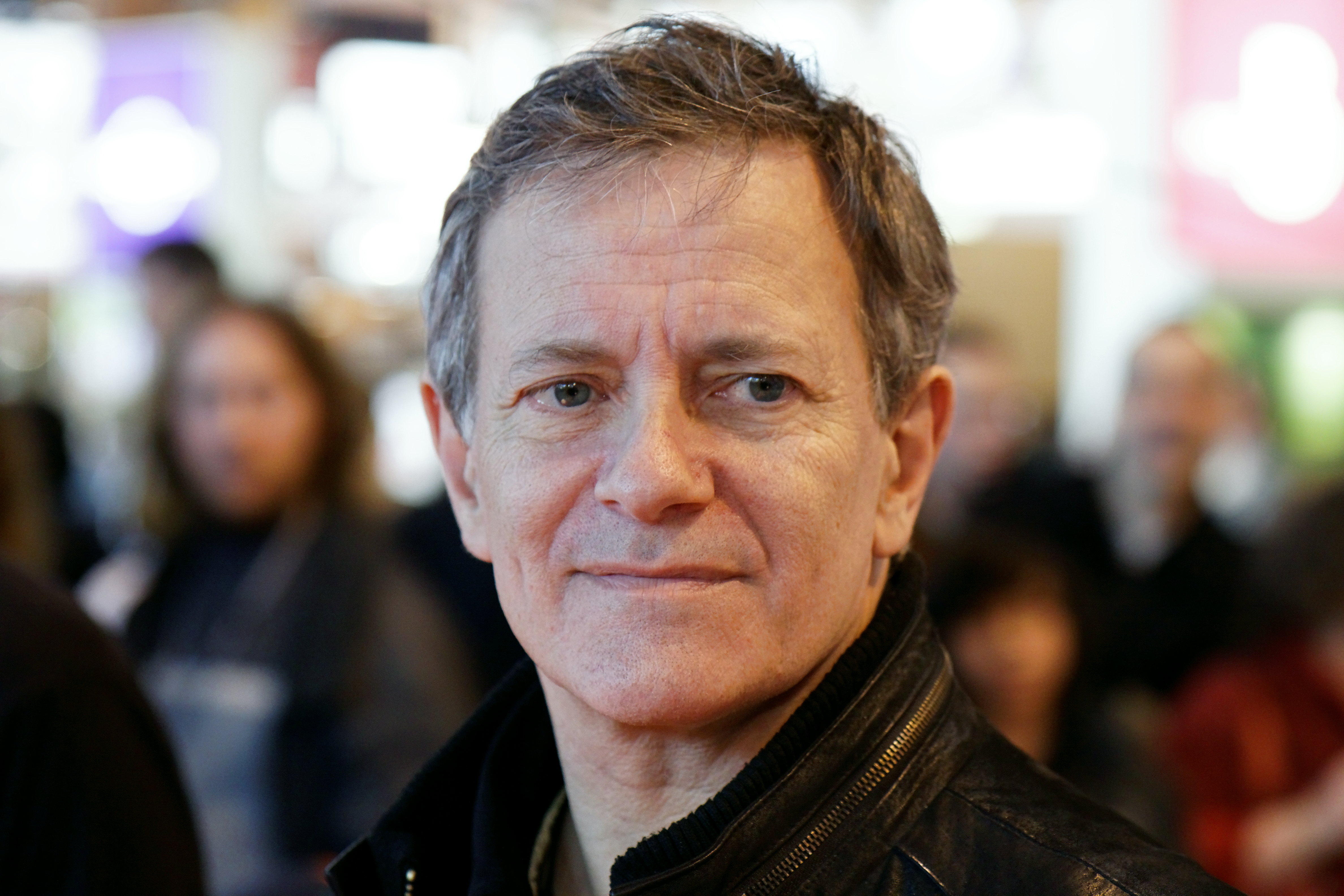
Francis Huster como Auguste Armand
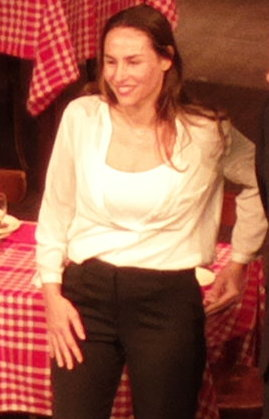
Vanessa Demouy como Rose Latour
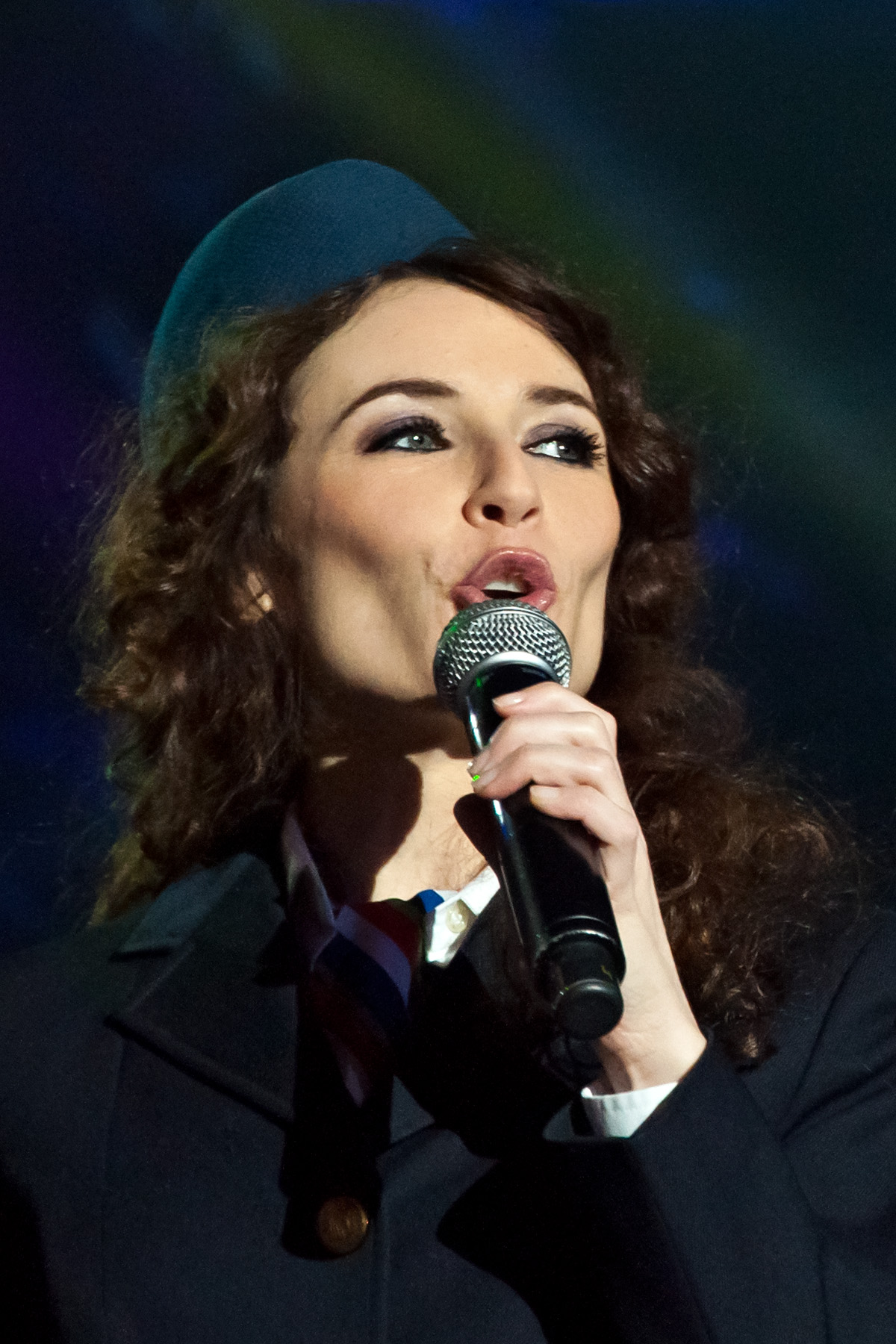
Elsa Lunghini como Clotilde Armand
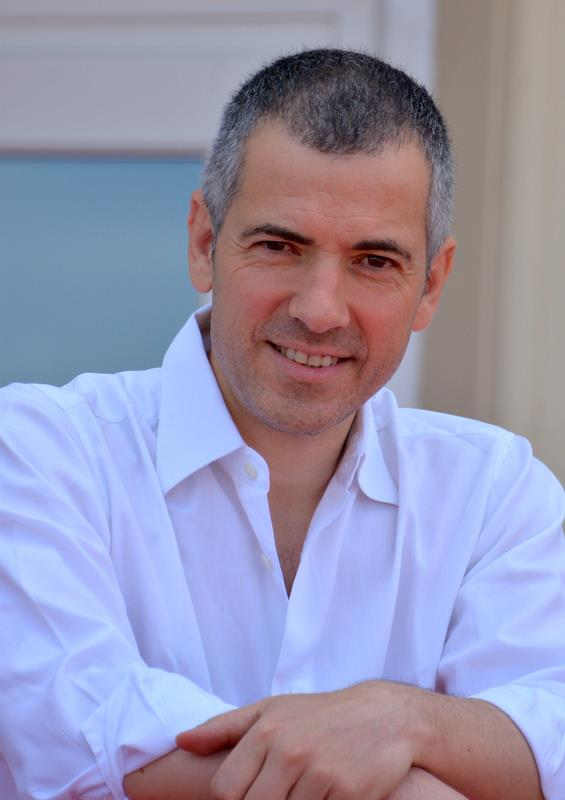
Bruno Putzulu como Guillaume Devaut
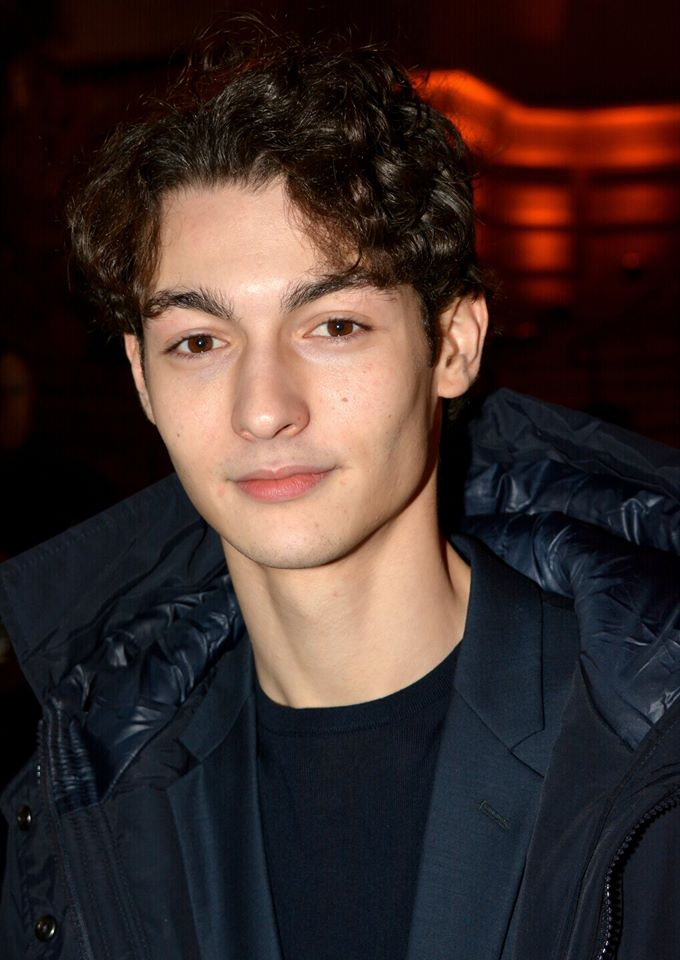
Khaled Alouach como Théo Teyssier
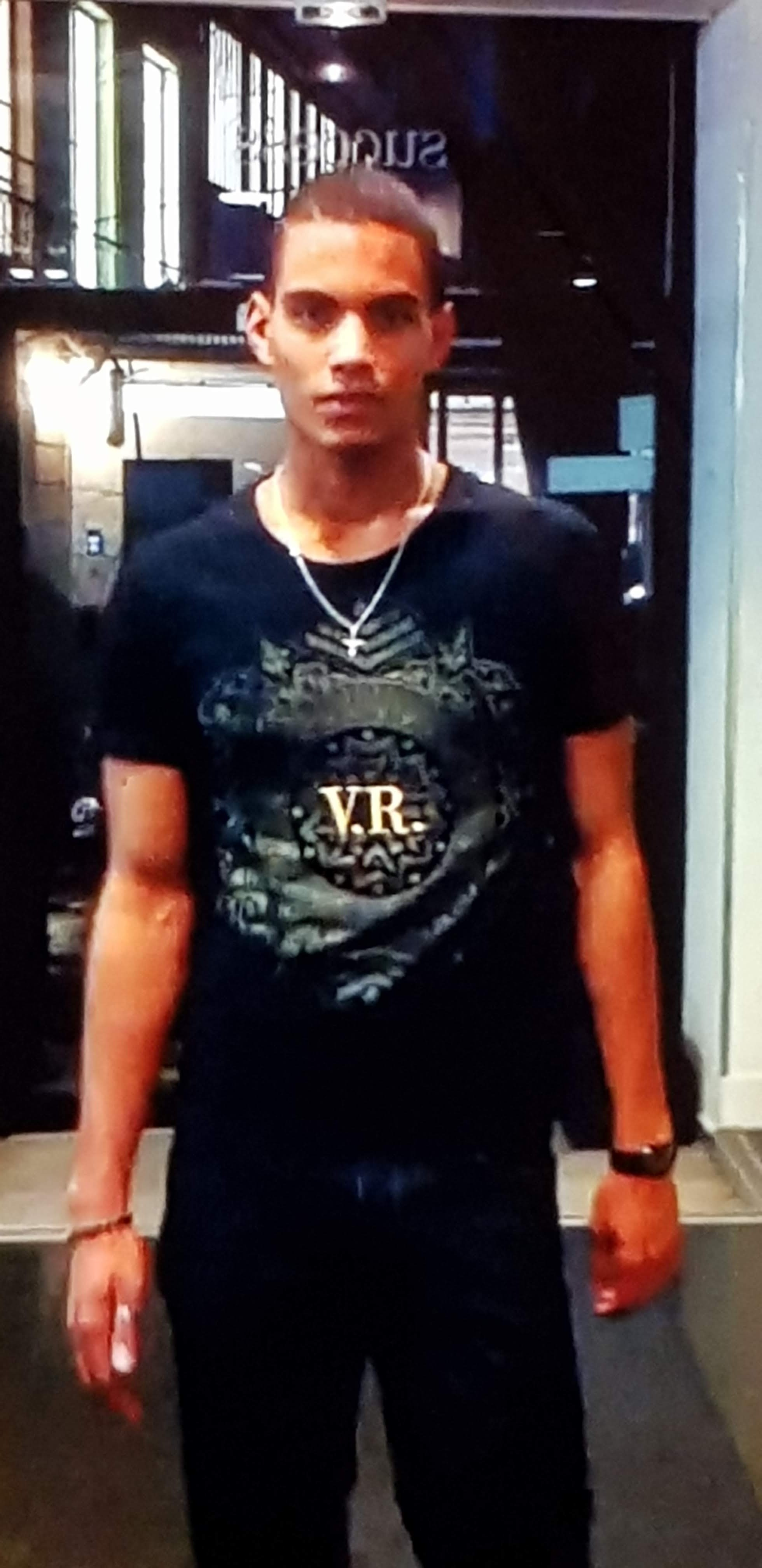
Terence Telle como Gaëtan Rivière
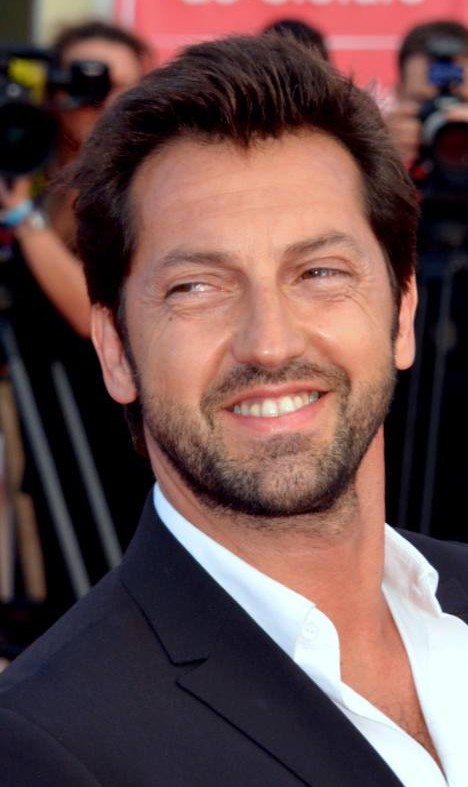
Frédéric Diefenthal como Antoine Myriel
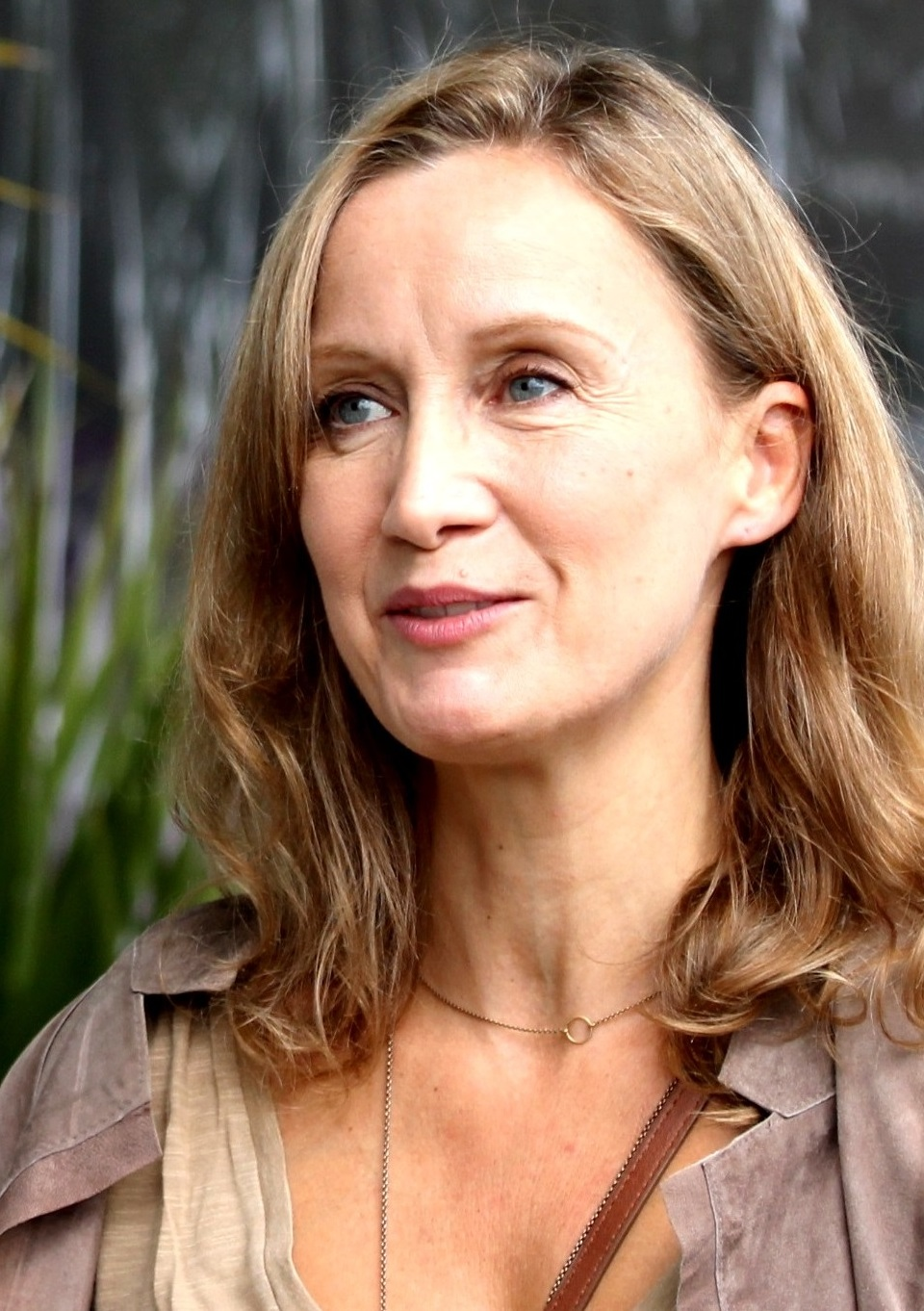
Catherine Marchal como Claire Guinot
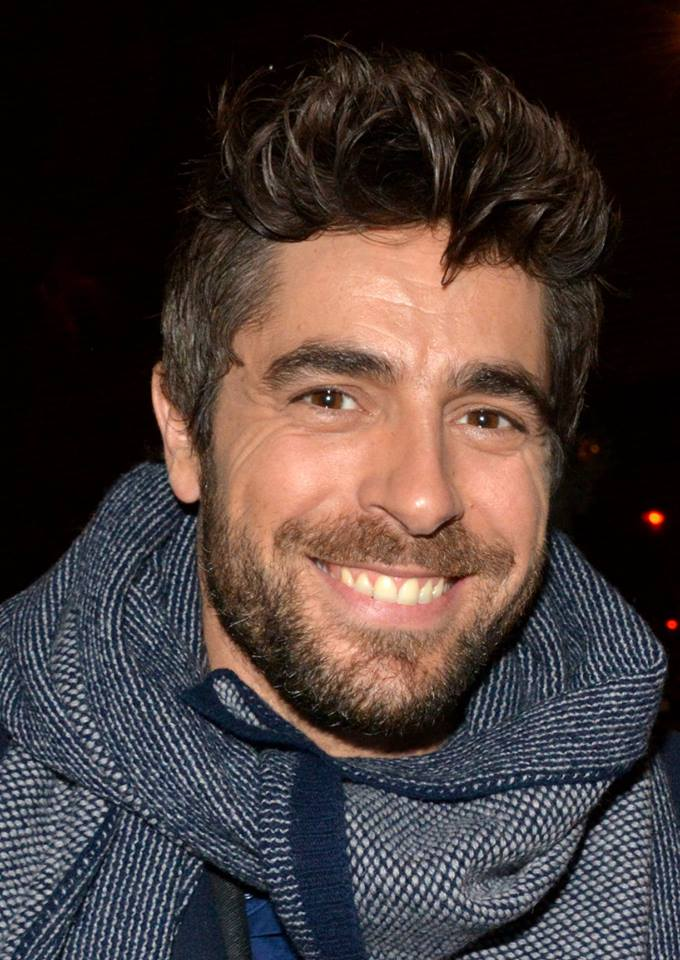
Agustín Galiana como Lisandro Iñesta
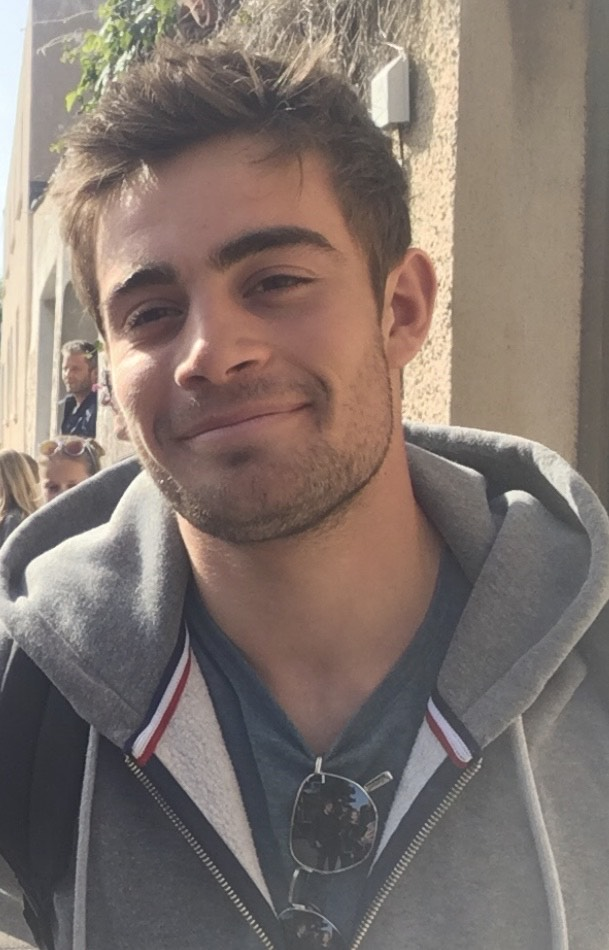
Clément Rémiens como Maxime Delcourt-Bertrand